# Patrick Ramsey
Patrick Allen Ramsey (Ruston, 14 febbraio 1979) è un ex giocatore di football americano statunitense che ha militato nel ruolo di quarterback nella National Football League (NFL).

## Carriera
Al college Ramsey giocò a football a Tulane. Fu scelto nel corso del primo giro (32º assoluto) del Draft NFL 2002 dai Washington Redskins. Scelto per essere il sostituto come quarterback di Tony Banks, il 13 ottobre i Redskins ospitarono la squadra dello stato natale di Ramsey, i New Orleans Saints, e questi subì quattro intercetti nella sconfitta per 43–27.
La stagione 2003, la prima completa come titolare per Ramsey, fu ancora più difficoltosa. Fu uno dei quarterback a subire più sack nella NFL quell'anno e fu anche l'ultima stagione di Steve Spurrier come capo-allenatore. Nel 2004 questi fu sostituito da Joe Gibbs che inizialmente aveva fatto acquisire Mark Brunell per essere il quarterback titolare. Ramsey però lo sostituì a novembre e fu nominato titolare anche nella stagione successiva. Nella prima partita del 2005 contro i Chicago Bears subì un infortunio al collo per un colpo subito dal linebacker avversario Lance Briggs. Nella seconda partita Gibbs fece partire Brunell come titolare contro i Dallas Cowboys. Dopo questa bocciatura affiorarono voci che Ramsey avesse chiesto di essere scambiato. Sia i Redskins che Ramsey negarono la veridicità di tali articoli.
Nel marzo 2006 Ramsey fu scambiato con i New York Jets. Nel resto della carriera giocò anche con Denver Broncos, Tennessee Titans, Detroit Lions, New Orleans Saints, Jacksonville Jaguars, Miami Dolphins e Minnesota Vikings ma non partì più come titolare dopo l'esperienza ai Redskins.